# Gigant (Manga)
Gigant (jap. ギガント) ist eine Mangaserie von Hiroya Oku, die seit 2017 in Japan erscheint. Das Werk ist in die Genres Seinen, Science-Fiction und Drama einzuordnen und wurde in mehrere Sprachen übersetzt.

## Inhalt
Der Vater von Rei Yokoyamada ist Filmproduzent und auch der Oberschüler will einen Beruf in der Branche ergreifen. So versucht er schon in seiner Schulzeit zusammen mit einigen Mitschülern, Filme zu drehen und erhält dabei Unterstützung von seinem Vater. Heimlich ist Rei auch Fan von Pornofilmen, besonders denen mit der Darstellerin PaPiCo. Als er eines Tages in seiner Nachbarschaft Flugblätter findet, auf denen PaPiCo beleidigt wird, will er sie schützen und sammelt die Blätter ein. Dabei begegnet er PaPiCo selbst, die erfreut ist über seine Hilfe und dass sie einen Fan gefunden hat. So freundet sich Rei mit der nur mäßig erfolgreichen Pornodarstellerin an, die in Wirklichkeit Chiho Johansson heißt. Doch dabei wird er auch in die Probleme hineingezogen, die Chihos Leben bestimmen. Nicht nur wird sie von ihrem Freund geschlagen, bald darauf kommen übernatürliche Probleme hinzu. Ein Fremder steckt Chiho heimlich eine Art Uhr an, mit der sie ihre Größe verändern kann. Doch gelingt es ihr nicht, das Gerät zu kontrollieren, und so wächst sie zu gigantischer Größe heran.

## Veröffentlichung
Der Manga erschien ab Dezember 2017 im Magazin Big Comic Superior von Shogakukan. Am 24. September 2021 kam das letzte Kapitel heraus. Der Verlag brachte die Kapitel auch gesammelt in zehn Bänden heraus. Der dritte dieser Sammelbände verkaufte sich in Japan in den ersten beiden Wochen nach Veröffentlichung über 75.000 Mal.
Eine deutsche Übersetzung der Serie erschien von März 2020 bis Oktober 2022 bei Planet Manga. Der gleiche Verlag veröffentlicht den Manga auch in Italien. Seven Seas Entertainment bringt eine englische Fassung heraus, Éditions Ki-oon eine französische, Planet Manga eine portugiesische und italienische und Editorial Ivréa in Argentinien eine spanische.